# Paulo Zulu
Paulo Cezar Fahlbusch Pires, mais conhecido como Paulo Zulu (Rio de Janeiro, 2 de abril de 1963), é um ator, apresentador e modelo brasileiro.

## Carreira

### Surfista e modelo profissional
Paulo Zulu começou a ganhar a vida como surfista profissional com 16 anos, época que também podia ser visto vendendo roupas e peixes no Rio de Janeiro. Em virtude de estar sempre bronzeado, os amigos o apelidaram de "Zulu", em referência à tribo africana homônima, os zulus. Atuou profissionalmente durante três temporadas, manteve-se entre o décimo-sexto e o trigésimo no ranking nacional de surfe. Ao completar 28 anos, os patrocinadores já o estavam trocando por atletas mais jovens.

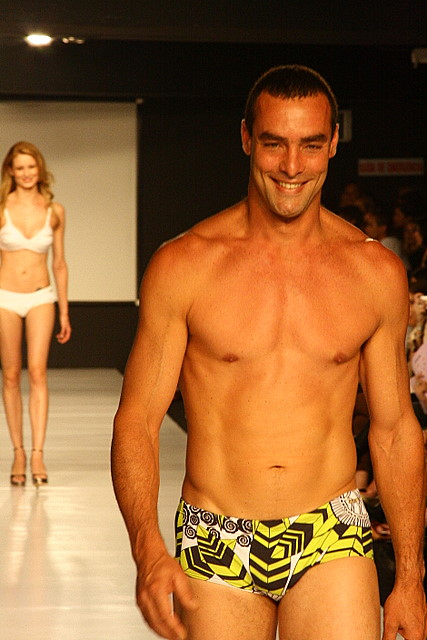
Zulu desfilando em 2007

Alto, esbelto e de olhos verdes, aceitou fazer seu primeiro book aos 28 anos, destacando-se imediatamente no mundo da moda como modelo da Agência Class (que viria a se tornar a Ford Models Brasil). Nessa profissão, morou em Paris, Milão e Nova Iorque, conheceu várias partes do mundo e fez trabalhos para Jean-Paul Gaultier, Armani, Dolce & Gabbana, Saint Laurent e Valentino.

### Ator
Após oito anos como modelo, recebeu o convite e decidiu estrear como ator na novela global Laços de Família (2000), na qual interpretou Romeu. Atuou também em Mulheres Apaixonadas (2003), Sob Nova Direção (2004) e Belíssima (2005), o que projetou ainda mais a carreira de modelo, da qual nunca desistiu (atualmente faz parte da agência Elite, no segmento celebrities).
Em julho de 2012, Paulo Zulu foi confirmado como novo apresentador da quarta edição do reality show The Amazing Race, no canal Space, substituindo o jornalista guatemalteco Harris Whitbeck, que apresentou as três edições anteriores.

## Vida pessoal
Zulu conheceu sua ex mulher, Cassiana Mallmann, enquanto trabalhavam como modelos em Paris. Com ela teve os dois filhos, Patrick e Dereck. Em 13 de maio de 2021, nasceu seu terceiro filho Kiron, fruto do casamento com a modelo Elaine Quisinski, com quem Zulu mora na Guarda do Embaú, Palhoça, a 40 km de Florianópolis, Santa Catarina. Onde ele administra a própria pousada denominada de "Zululand" 

## Filmografia

### Televisão
| Ano  | Título                    | Personagem      | Notas                            |
| ---- | ------------------------- | --------------- | -------------------------------- |
| 2000 | Laços de Família          | Romeu           |                                  |
| 2003 | Mulheres Apaixonadas      | Ele mesmo       | Participação Especial            |
| 2004 | Sob Nova Direção          | Reinaldo        | Episódio: "Pimba na Gorduchinha" |
| 2004 | Quem Vai Ficar com Mário? | Aldo            | Episódio de fim de ano           |
| 2005 | Belíssima                 | Ele Mesmo       | Participação Especial            |
| 2010 | Dança dos Famosos         | Participante    | Temporada 7                      |
| 2012 | Corações Feridos          | Rodrigo Sotelli | Episódios: "16-17 de janeiro"    |
| 2012 | The Amazing Race          | Apresentador    | [ 6 ]                            |

### Cinema
| Ano  | Título        | Personagem   | Notas          |
| ---- | ------------- | ------------ | -------------- |
| 2005 | A Última Onda | Marcus Rocha | Curta-metragem |